# Brunhuvad paradiskungsfiskare
Brunhuvad paradiskungsfiskare (Tanysiptera danae) är en fågel i familjen kungsfiskare inom ordningen praktfåglar.

## Utbredning och systematik
Fågeln lever på sydöstra Nya Guinea, kring floderna Aroa och Waria. Den behandlas som monotypisk, det vill säga att den inte delas in i några underarter.

## Status
IUCN kategoriserar arten som livskraftig.